# Atletica leggera ai Giochi della XXVIII Olimpiade
Ai Giochi della XXVIII Olimpiade di Atene nel 2004 vennero assegnati 46 titoli in gare di atletica leggera, di cui 24 maschili e 22 femminili.
- Durata del programma: dal 18 al 29 agosto 2004
- Nazioni partecipanti: 196[1]
- Numero di atleti iscritti: 1995, di cui 1079 uomini e 916 donne[1]
- Sedi delle gare:
  - Stadio Olimpico di Atene per le gare su pista,
  - Antico Stadio di Olimpia per le gare di marcia e del getto del peso,
  - Stadio Panathinaiko di Atene per l'arrivo della maratona.
- Nell'atletica maschile: 1 nuovo record mondiale, 4 nuovi record olimpici
- Nell'atletica femminile: 1 nuovo record mondiale, 5 nuovi record olimpici

## Partecipazione
Ad Atene sono presenti nelle gare di atletica leggera 196 nazioni, il numero più alto raggiunto finora.

Le squadre più numerose sono quelle dei seguenti Paesi:
- Stati Uniti (116)
- Russia (115)
- Germania (71)
- Grecia (56)
- Spagna (56)
- Francia (55)
- Gran Bretagna (54)
- Cina (52)
- Ucraina (50)
- Polonia (45)
- Australia (42)
- Bielorussia (41)
- Giamaica (41)

- Giappone (38)
- Rep. Ceca (36)
- Italia (35)
- Ungheria (35)
- Brasile (34)
- Cuba (33)
- Sudafrica (32)
- Kenya (31)
- Messico (27)
- Portogallo (26)
- Romania (26)
- Etiopia (24)
- Finlandia (23)

- Marocco (22)
- Canada (21)
- Kazakistan (21)
- Algeria (20)
- Paesi Bassi (20)
- Bulgaria (19)
- Corea del Sud (18)
- India (17)
- Nigeria (17)
- Bahamas (16)
- Trinidad e Tobago (14)
- Nuova Zelanda (13)
- Turchia (13)

I seguenti Paesi si qualificano in tutte e quattro le staffette: Stati Uniti, Russia, Germania, Giamaica e Nigeria.
Sono tre i Paesi che partecipano per la prima volta:
- Kiribati
- Serbia e Montenegro
- Timor Est

## Programma delle gare
- 18 agosto
  - Qualificazioni e finale getto del peso donne
  - Qualificazioni e finale getto del peso uomini
- 20 agosto
  - Marcia 20 km uomini e cerimonia di premiazione
  - Qualificazioni lancio del martello uomini
  - Heptathlon: 100 m ostacoli, salto in alto, getto del peso, 200 m
  - Qualificazioni salto triplo uomini
  - Primo e secondo turno 100 m donne
  - Primo turno 1.500 m uomini
  - Qualificazioni salto in alto uomini
  - Cerimonia di premiazione getto del peso donne
  - Primo turno 400 m uomini
  - Qualificazioni lancio del disco donne
  - Cerimonia di premiazione getto del peso uomini
  - Primo turno 800 m donne
  - Finale 10.000 m uomini
  - Primo turno 5.000 m donne
- 21 agosto
  - Qualificazioni lancio del disco uomini
  - Primo turno 400 m ostacoli donne
  - Primo turno 400 m donne
  - Heptathlon: salto in lungo, tiro del giavellotto, 800 m
  - Primo e secondo turno 100 m uomini
  - Qualificazioni salto con l'asta donne
  - Semifinali e finale 100 m donne
  - Qualificazioni salto triplo donne
  - Semifinali 800 m domme
  - Finale lancio del disco donne
  - Semifinali 400 m uomini
  - Primo turno 3.000 m siepi uomini
- 22 agosto
  - Maratona donne
  - Finale salto in alto uomini
  - Primo e secondo turno 100 m ostacoli donne
  - Finale salto triplo uomini
  - 1.500 m uomini sedia a rotelle T53 e T54 (Evento dimostrativo dei giochi paralimpici)
  - 800 m donne sedia a rotelle T53 e T54 (Evento dimostrativo dei giochi paralimpici)
  - Semifinali e finale 100 m uomini
  - Finale lancio del martello uomini
  - Semifinali 400 m ostacoli donne
  - Semifinali 1.500 m uomini
  - Semifinali 400 m donne
- 23 agosto
  - Marcia 20 km donne
  - Qualificazioni lancio del martello donne
  - Decathlon: 100 m, salto in lungo, getto del peso, salto in alto, 400 m
  - Primo e secondo turno 200 m donne
  - Finale salto triplo donne
  - Semifinali 100 m ostacoli donne
  - Primo turno 400 m ostacoli uomini
  - Finale lancio del disco uomini
  - Finale 800 m donne
  - Finale 400 m uomini
  - Finale 5.000 m donne
- 24 agosto
  - Decathlon: 110 m ostacoli, lancio del disco, salto con l'asta, tiro del giavellotto, 1.500 m
  - Primo turno 110 m ostacoli uomini
  - Primo e secondo turno 200 m uomini
  - Qualificazioni salto in lungo uomini
  - Primo turno 1.500 m donne
  - Finale salto con l'asta donne
  - Semifinali 400 m ostacoli uomini
  - Finale 3.000 m siepi uomini
  - Semifinali 200 m domme
  - Finale 100 m ostacoli donne
  - Finale 400 m donne
  - Finale 1.500 m uomini
- 25 agosto
  - Qualificazioni tiro del giavellotto donne
  - Qualificazioni salto con l'asta uomini
  - Primo turno 5.000 m uomini
  - Primo turno 800 m donne
  - Qualificazioni salto in lungo donne
  - Finale 400 m ostacoli donne
  - Finale lancio del martello donne
  - Secondo turno 110 m ostacoli uomini
  - Semifinali 200 m uomini
  - Finale 200 m donne
- 26 agosto
  - Qualificazioni salto in alto donne
  - Finale salto in lungo uomini
  - Qualificazioni tiro del giavellotto uomini
  - Semifinali 1.500 m donne
  - Semifinali 110 m ostacoli uomini
  - Semifinali 800 m uomini
  - Primo turno staffetta 4x100 donne
  - Finale 400 m ostacoli uomini
  - Finale 200 m uomini
- 27 agosto
  - Marcia 50 km uomini
  - Finale salto con l'asta uomini
  - Finale salto in lungo donne
  - Primo turno staffetta 4x100 m uomini
  - Primo turno staffetta 4x400 m donne
  - Finale tiro del giavellotto donne
  - Primo turno staffetta 4x400 m uomini
  - Finale 110 m ostacoli uomini
  - Finale 10.000 m donne
  - Finale staffetta 4x100 m donne
- 28 agosto
  - Finale salto in alto donne
  - Finale 1.500 m donne
  - Finale tiro del giavellotto uomini
  - Finale 800 m uomini
  - Finale 5.000 m uomini
  - Finale staffetta 4x100 m uomini
  - Finale staffetta 4x400 m donne
  - Finale staffetta 4x400 m uomini
- 29 agosto
  - Maratona uomini

## Calendario
| Uomini | Peso | Marcia 20 km 10.000 m |                       | Alto Triplo 100 m Martello | Disco 400 m                       | Decathlon 3.000 siepi 1.500 m |                          | Lungo 400 m ost. 200 m | Marcia 50 km Asta 110 m ost.       | Giavellotto 800 m 5.000 m 4x100 m 4x400 m | Maratona | 24 |
| Donne  | Peso |                       | Eptathlon 100 m Disco | Maratona                   | Marcia 20 km Triplo 800 m 5.000 m | Asta 100 m ost. 400 m         | 400 m ost Martello 200 m |                        | Lungo Giavellotto 10.000 m 4x100 m | Alto 1.500 m 4x400 m                      |          | 22 |
| Titoli | 2    | 2                     | 3                     | 5                          | 6                                 | 6                             | 3                        | 3                      | 7                                  | 8                                         | 1        | 46 |

|  | Qualificazioni |  | Finali |

## Il punto tecnico
Viene decisa una drastica riduzione del numero di squadre ammesse alle staffette. Se fino alle precedenti edizioni partecipavano di norma 36-40 squadre, dall'edizione ateniese il numero di nazionali ammesso è fissato a 16. Il Paese ospitante non ha più il diritto di portare in gara la propria nazionale.

### Confronto con la precedente edizione
Le nazioni che hanno vinto almeno un oro sono state 22 (21 a Sydney), mentre le bandiere salite sul podio sono state in tutto 40 (diminuite rispetto alle 44 di Sydney). Gli Stati Uniti rimangono saldamente al primo posto del medagliere, anche se vincono 5 medaglie in meno, di cui 2 d'oro. Gli altri due Paesi americani che figurano ai primi posti sono Cuba e Giamaica, entrambi con due ori, entrambi ottenuti in ambito femminile. Entrambe le isole, per finire, vincono 5 medaglie in totale. Nell'edizione precedente invece la Giamaica non aveva vinto nessun oro (contro i due di Cuba).
La Russia ritorna ad essere la più grande potenza europea: 20 medaglie, rispetto alle 12 di Sydney. Al secondo posto in Europa ci sono, distanziatissimi, i greci padroni di casa con 5 medaglie. Gli altri paesi europei vivono sugli exploit dei singoli: fortunato il Regno Unito che porta a casa tre ori su quattro medaglie, ancora di più la Svezia con tre ori su tre medaglie vinte.
La Polonia vince un titolo: i quattro ori di Sydney sono un ricordo. Fa meglio l'Italia con due titoli su tre medaglie vinte. La Germania invece non vince nessun oro: è la prima volta dal 1956 che nessun tedesco sale sul gradino più alto del podio.
L'Africa domina ancora nelle gare maschili su pista dai 1500 metri in su: Marocco, Etiopia e Kenya si spartiscono 4 titoli. L'Etiopia vince i 5.000 femminili e sfiora il successo nei 10.000 metri.
Nei concorsi, europei ed americani non hanno praticamente rivali. In campo maschile l'unica eccezione è il martello (al Giappone); mentre in campo femminile è il salto triplo (al Camerun). A Sydney, invece, tutti i concorsi erano stati vinti da europei o americani.
Il Camerun e la Repubblica Dominicana hanno vinto il loro primo oro; l'Eritrea ha conquistato la sua prima medaglia.

### Tabella a punti
La classifica a punti si ottiene assegnando 8 punti al primo, 7 al secondo, e così via fino ad 1 punto all'ottavo classificato.
Questa speciale classifica vede gli USA al primo posto con 237,5 punti (185 a Sydney), davanti alla Russia con 192 (132), terza la sorprendente Giamaica con 78 (68), seguita dall'Etiopia con 72 (83).
La nazione che è cresciuta di più è stata la Russia (+60); mentre la Germania, con 44 punti è quella che ha deluso di più (100 a Sydney).

## Lotta al doping
Purtroppo il doping è comparso anche ad Atene, ma il fatto che i colpevoli siano stati subito identificati e poi squalificati getta una speranza sulla vittoria contro questa piaga dello sport.
Ben tre neocampioni olimpici, Robert Fazekas (disco), Adrian Annus (martello) e Irina Korzhanenko (peso), sono stati scoperti e detronizzati solo pochi giorni dopo essere saliti sul podio.

## Medagliere
| Posizione | Paese           | Oro | Argento | Bronzo | Totale |
| --------- | --------------- | --- | ------- | ------ | ------ |
| 1         | Stati Uniti     | 9   | 11      | 5      | 25     |
| 2         | Russia          | 6   | 7       | 6      | 19     |
| 3         | Gran Bretagna   | 3   | 0       | 1      | 4      |
| 4         | Svezia          | 3   | 0       | 0      | 3      |
| 5         | Etiopia         | 2   | 3       | 2      | 7      |
| 6         | Grecia          | 2   | 2       | 1      | 5      |
| 7         | Giamaica        | 2   | 1       | 2      | 5      |
| 7         | Cuba            | 2   | 1       | 2      | 5      |
| 9         | Marocco         | 2   | 1       | 0      | 3      |
| 10        | Italia          | 2   | 0       | 1      | 3      |
| 11        | Giappone        | 2   | 0       | 0      | 2      |
| 11        | Cina            | 2   | 0       | 0      | 2      |
| 13        | Kenya           | 1   | 4       | 2      | 7      |
| 14        | Lituania        | 1   | 1       | 0      | 2      |
| 15        | Rep. Ceca       | 1   | 0       | 2      | 3      |
| 16        | Bahamas         | 1   | 0       | 1      | 2      |
| 16        | Polonia         | 1   | 0       | 1      | 2      |
| 18        | Bielorussia     | 1   | 0       | 0      | 1      |
| 18        | Camerun         | 1   | 0       | 0      | 1      |
| 18        | Rep. Dominicana | 1   | 0       | 0      | 1      |
| 18        | Norvegia        | 1   | 0       | 0      | 1      |
| 22        | Romania         | 0   | 2       | 1      | 3      |
| 23        | Germania        | 0   | 2       | 0      | 2      |
| 23        | Sudafrica       | 0   | 2       | 0      | 2      |
| 25        | Australia       | 0   | 1       | 2      | 3      |
| 25        | Spagna          | 0   | 1       | 2      | 3      |
| 25        | Ucraina         | 0   | 1       | 2      | 3      |
| 28        | Danimarca       | 0   | 1       | 1      | 2      |
| 28        | Portogallo      | 0   | 1       | 1      | 2      |
| 30        | Ungheria        | 0   | 1       | 0      | 1      |
| 30        | Lettonia        | 0   | 1       | 0      | 1      |
| 30        | Messico         | 0   | 1       | 0      | 1      |
| 33        | Francia         | 0   | 0       | 2      | 2      |
| 33        | Nigeria         | 0   | 0       | 2      | 2      |
| 35        | Brasile         | 0   | 0       | 1      | 1      |
| 35        | Estonia         | 0   | 0       | 1      | 1      |
| 35        | Slovenia        | 0   | 0       | 1      | 1      |
| 35        | Eritrea         | 0   | 0       | 1      | 1      |
| 35        | Kazakistan      | 0   | 0       | 1      | 1      |
| Totale    | Totale          | 46  | 45      | 44     | 135    |